# Malcolm Edwards
Pour les articles homonymes, voir Edwards.
Malcolm John Edwards, né le 3 décembre 1949 à Londres en Angleterre, est un écrivain, éditeur et critique littéraire britannique actif dans le domaine de la science-fiction.

## Récompenses et distinctions
- Prix British Science Fiction de la meilleure fiction courte 1983 pour Images rémanentes (After-Images)